# Die Jungfrau in der Hängematte
Die Jungfrau in der Hängematte (Originaltitel: Blåjackor, was auf Deutsch Blaujacken heißt und auf die Kleidung der Matrosen anspielt) ist ein schwedisch-jugoslawisch-dänischer Spielfilm von Arne Mattsson aus dem Jahr 1964 mit Dirch Passer und Anita Lindblom in den Hauptrollen. Das Drehbuch verfasste der Regisseur zusammen mit Volodja Semitjov. In Schweden kam der Streifen das erste Mal am 3. Oktober 1964 in die Kinos, im deutschen Sprachraum am 1. Dezember 1967. 

## Handlung
Auf der Insel Monte Bello haben Ballettratten unter ihrem Lehrer zu leiden. Er drangsaliert sie mit harter Arbeit, überflüssigen Reden und wenig Nahrung. Als ein schwedisches Schiff den Hafen anläuft, hat der Meister Mühe, seine Mädchen im Haus zu halten. Die Skandalnachrichten der Presse bewegen die Admiralität, eine Ausgangssperre zu verhängen. Doch der Matrose Bob will von seiner Ballett-Eva nicht lassen. Seine Kameraden müssen ihn suchen. Dabei kommt es zur handfesten Schlägerei zwischen ihnen und der vom Ballettlehrer herbeigerufenen Polizei. Nach einigen Verwicklungen scheint wieder die Sonne. Bob bekommt die Eva, der Admiral findet seine Jugendliebe wieder und der Matrose Sam kommt ohne Heirat davon.

## Kritik
„Mit albernen Späßen garnierter Schwedenfilm.“

„Ein einfallslos und langweilig inszenierter Film (…) über das Thema «die Liebe und das Meer», dem weder die Späße von Dirch Passer noch die Kalauer des Dialogs und die müden Schlagergesänge zum Erfolg verhelfen können. Selbst für Kinder ab 6 Jahren zum Einschlafen.“